# El Palmar (Ichilo)
El Palmar ist eine Ortschaft im Departamento Santa Cruz im Tiefland des südamerikanischen Anden-Staates Bolivien.

## Lage im Nahraum
El Palmar ist eine Ortschaft im Municipio Yapacaní in der Provinz Ichilo. El Palmar liegt siebzehn Kilometer westlich von Yapacaní, auf einer Höhe von 298 m am Ufer des Río Vibora, der hier in nordwestlicher Richtung fließt und wenige Kilometer flussabwärts in einem Feuchtgebiet versiegt.

## Geographie
El Palmar liegt östlich vorgelagert der bolivianischen Cordillera Oriental am Rande des bolivianischen Tieflandes.
Die Jahresdurchschnittstemperatur der Region liegt bei etwa 24 °C (siehe Klimadiagramm Santa Fe de Yapacaní) und schwankt nur unwesentlich zwischen knapp 21 °C im Juni und Juli und gut 26 °C von November bis Januar. Der Jahresniederschlag beträgt etwa 1800 mm, bei Monatsniederschlägen zwischen 60 mm im Juli und durchschnittlichen Höchstwerten von 200 bis 300 mm in den Sommermonaten von Dezember bis Februar.

## Verkehrsnetz
El Palmar liegt in einer Entfernung von 144 Straßenkilometern nordwestlich von Santa Cruz, der Hauptstadt des Departamentos.
El Palmar liegt an der 1657 Kilometer langen Nationalstraße Ruta 4, die von Tambo Quemado an der chilenischen Grenze in West-Ost-Richtung das gesamte Land durchquert und nach Puerto Suárez an der brasilianischen Grenze führt. Sie führt über Cochabamba und Villa Tunari nach El Palmar und weiter über Yapacaní, Santa Cruz und Roboré nach Puerto Suárez.

## Bevölkerung
Die Einwohnerzahl der Ortschaft ist im vergangenen Jahrzehnt auf mehr als das Doppelte angestiegen:
| Jahr | Einwohner         | Quelle       |
| ---- | ----------------- | ------------ |
| 1992 | keine Detaildaten | Volkszählung |
| 2001 | 238               | Volkszählung |
| 2012 | 583               | Volkszählung |
| 2024 |                   | Volkszählung |